# ダゴベルト・ゴドイ

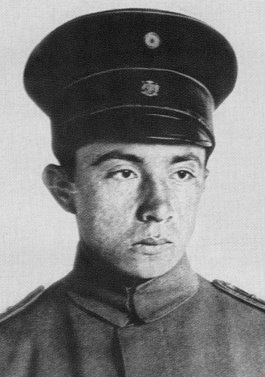
Dagoberto Godoy

ダゴベルト・ゴドイ（Dagoberto Godoy Fuentealba、1893年7月22日 – 1960年9月8日）は、チリのパイロットである。1918年、アンデス越えの飛行に初めて成功した。
テムコに生まれた。1910年に軍の士官学校に入学した。1914年に卒業し、1916年に航空学校に入学した。1916年に南米で初めて開かれた飛行レースに3機のブレリオ機で参加したチリ陸軍のパイロットの一人となった。1918年12月12日にブリストル M.1単葉機で、チリのサンチャゴ南のエルボスケから、高度6,300mを飛行して、アンデス山脈を越えて、アルゼンチンのメンドーサまで飛行した。1時間35分の飛行であった。